# Geografie van Japan

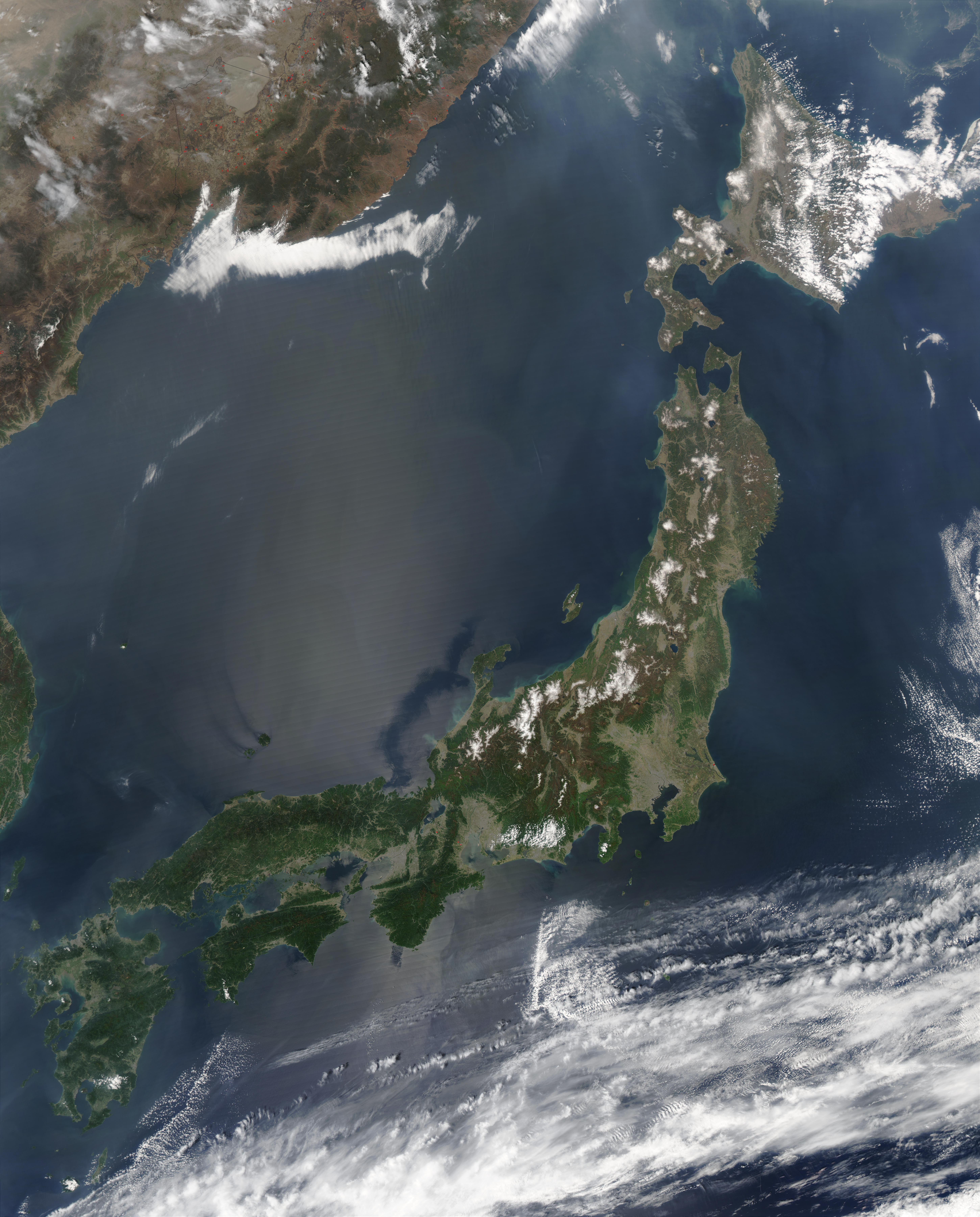
Satellietfoto van Japan.

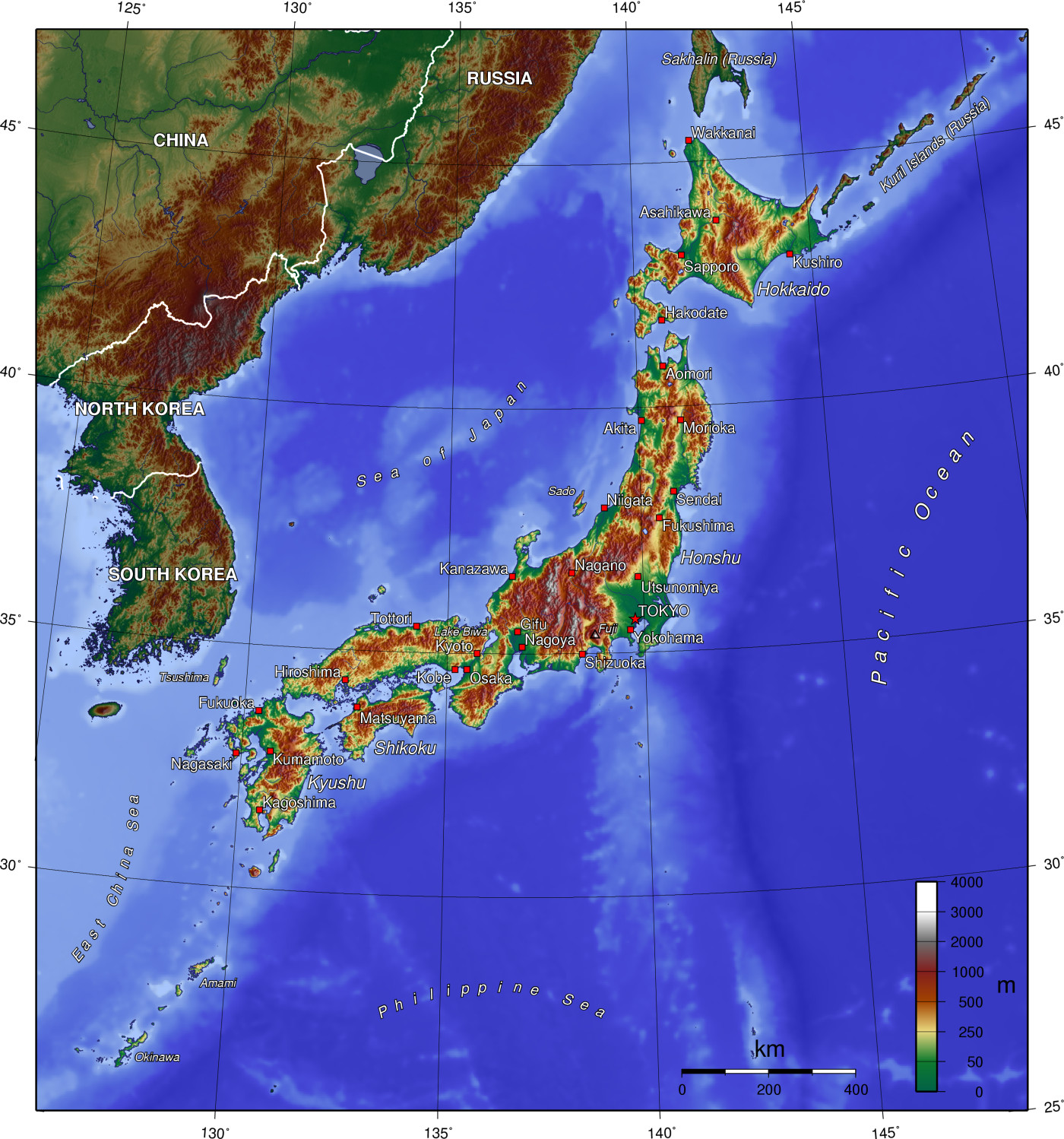
Topografische kaart (Engelstalig).

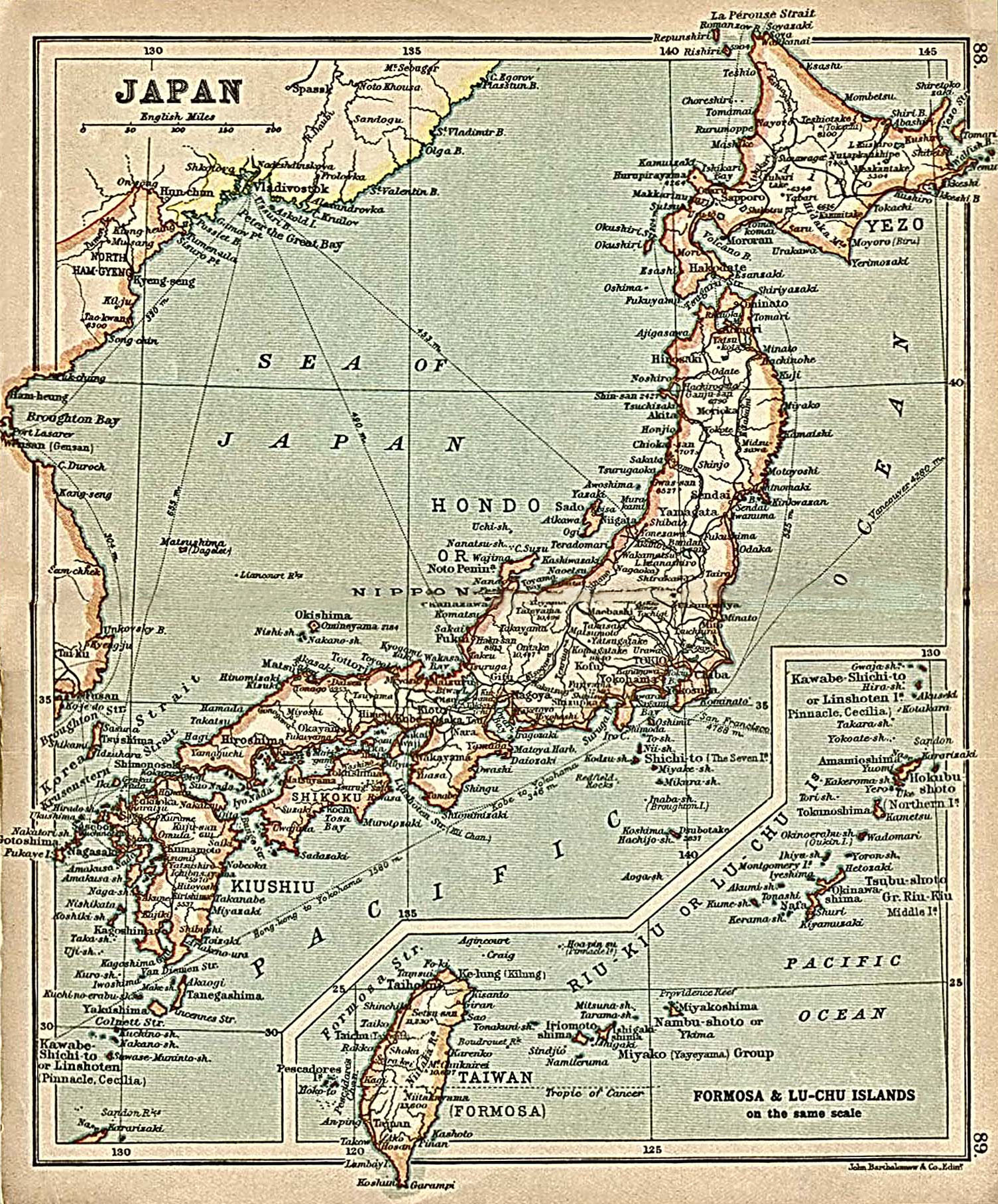
Kaart van Japan uit 1911 (Engelstalig).

Japan is geologisch een vulkanische archipel die zich uitstrekt langs de oostkust van Azië op de grens met de Pacifische plaat en de Euraziatische plaat. Geografisch gezien zijn Hokkaido, Honshu, Shikoku en Kyushu de belangrijkste eilanden, maar daarnaast telt Japan nog zo'n 6848 kleinere eilanden waarvan vele onbewoond. De kustlijn meet 29 751 km. Japan heeft een totale oppervlakte van 377 835 km² waarvan 374 744 km² land en 3 091 km² water waarmee het land 12 keer groter is dan België en 9 keer groter dan Nederland.

## Klimaat
Japan behoort tot de gematigde temperatuurzone. Het klimaat varieert van subtropisch in het zuiden tot zeer koele temperaturen in het noorden, maar het klimaat varieert ook naargelang de hoogte en ligging ten opzichte van de Grote Oceaan. Noord-Japan heeft warme zomers en lange en koude winters met hevige sneeuwval, Centraal-Japan heeft warme, vochtige zomers en korte winters, en het zuiden van Japan heeft lange vochtige zomers en milde winters.

## Reliëf
Japan bestaat voor zo'n 73% uit bergachtig landschap, met een grote bergketen die zich uitstrekt van het noorden tot het zuiden. De hoogste berg van Japan is de beroemde vulkaan Fuji met een hoogte van zo'n 3776 m, slapend sinds 1709. Japan is gescheiden van het vasteland door de Japanse Zee, die tussen Japan en het Koreaanse schiereiland minstens 200 km breed is. De Japanse eilanden zijn gevormd door de opheffing van de Euraziatische plaat door het verdwijnen van de Pacifische korst in de troggen voor de kust. De kleine hoeveelheid bewoonbaar land zorgde voor grote menselijke veranderingen in het reliëf, door onder meer het bouwen van dijk (waterkering)en drainage werd er aan landwinning gedaan. Ook in de bergen wordt door middel van terrasbouw zo veel mogelijk land in gebruik genomen voor de landbouw, tegenwoordig wordt er ook kunstmatige eilanden aangelegd voor de ontwikkeling van industriegebieden en havens. De meeste rivieren zijn onbevaarbaar en zelden langer dan 300 km, maar door de vele reliëfverschillen kan men makkelijk waterkrachtcentrales bouwen. De Shinano is met zijn 367 km de langste rivier van Japan.

## Natuurrampen
Japan ligt in een geologisch zeer onstabiel gebied, 10% van de alle actieve vulkanen ter wereld liggen in Japan. Jaarlijks worden er meer dan 1500 aardbevingen opgemeten, bevingen van 4 tot 6 op de schaal van Richter zijn niet ongewoon. Af en toe zijn er ook grote, catastrofale aardbevingen, de bekendste in de 20e eeuw was waarschijnlijk de Kanto-aardbeving in 1923, waarin 130.000 mensen om het leven kwamen. Onderzeese aardbevingen zorgen voor het gevaar van vloedgolven of tsunami's op de lange kustlijnen van Japan. Onder meer in 2011 was er een grote zeebeving voor de kust gevolgd door een tsunami. Ook wordt Japan regelmatig getroffen door orkanen, die de archipel bereiken via de Grote Oceaan.
Japan is door zijn ligging wereldleider geworden betreffende het onderzoek naar de oorzaken en voorspellingen van aardbevingen, de ontwikkeling van geavanceerde technologieën heeft de constructies van wolkenkrabbers in gevoelige gebieden toegelaten.